# Neostylodactylus amarynthis
Neostylodactylus amarynthis is een garnalensoort uit de familie van de Stylodactylidae. De wetenschappelijke naam van de soort is voor het eerst geldig gepubliceerd in 1902 door De Man.